# The Book of van Vogt
The Book of van Vogt est un recueil, publié en 1972, de nouvelles de science-fiction écrites par l'auteur canadien A. E. van Vogt, et n'a jamais été traduit en français dans son intégralité.

## Liste des nouvelles
L'ouvrage comprend ces nouvelles :
- Lost: Fifty Suns, 1952 ;
- The Barbarian, 1947 ;
- The Rat and the Snake, 1971 : Voir le résumé du Rat et le serpent ;
- The Timed Clock, 1972 : Voir le résumé de L'Horloge temporelle ;
- The Confession, 1972 : Voir le résumé de L'Aveu ;
- Ersatz Eternal, 1972 : Voir le résumé d'Ersatz éternel ;
- The Sound of Wild Laughter, 1972.